# Korzecko (gmina)
Korzecko (od 1973 Chęciny) – dawna gmina wiejska istniejąca do 1954 roku w woj. kieleckim. Nazwa gminy pochodzi od wsi Korzecko, lecz siedzibą władz gminy były Chęciny, które stanowiły odrębną gminę miejską.
Za Królestwa Polskiego gmina Mąchocice należała do powiatu kieleckiego w guberni kieleckiej (utworzonej w 1867). W połowie 1870 roku do gminy Korzecko włączono obszar zniesionej gminy Radkowice
W okresie międzywojennym gmina Korzecko należała do powiatu kieleckiego w woj. kieleckim. Po wojnie gmina zachowała przynależność administracyjną. Według stanu z dnia 1 lipca 1952 roku gmina składała się z 14 gromad: Bolechowice, Korzecko, Lipowica, Mosty, Polichno, Radkowice, Skiby, Starochęciny, Szewce, Tokarnia, Wola Murowana, Wolica, Zagrody i Zalesie.
Jednostka została zniesiona 29 września 1954 roku wraz z reformą wprowadzającą gromady w miejsce gmin. Po reaktywowaniu gmin z dniem 1 stycznia 1973 roku gminy Korzecko nie przywrócono, utworzono natomiast jej terytorialny odpowiednik, gminę Chęciny.